# Associazione Calcio Bellinzona 2016-2017
Questa voce raccoglie le informazioni riguardanti l'Associazione Calcio Bellinzona nelle competizioni ufficiali della stagione 2016-2017.

## Stagione
La squadra fa il suo esordio in campionato il 7 Agosto 2016 contro il Grasshopper U21.
Dopo essersi qualificata come miglior terza, alle finali di promozione viene sconfitta al primo turno dallo Stade Lausanne.

## Organigramma societario
Area direttiva
- Presidente: Paolo Righetti
- Vice presidente: Flavio Facchin

Area organizzativa
- Direttore tecnico: Andy Schär
- Team manager: Daniele Murru

Area comunicazione
- Responsabile: Corrado Barenco

Collaboratori
- Magazziniere: Ferdinando Costagliola e Roberto Mercoli

Area tecnica
- Direttore sportivo: Paolo Gaggi
- Allenatore: Simone Patelli
- Allenatore in seconda: Manuel Rivera
- Preparatore atletico: Luca Spadoni
- Preparatore dei portieri: Michel Maconi

Area sanitaria
- Fisioterapista: Livio Montella
- Fisioterapista: Ugo Cocconi

## Rosa
Aggiornata al 29 giugno 2017
| N. |                     | Ruolo | Calciatore             |
| -- | ------------------- | ----- | ---------------------- |
| 1  | Svizzera (bandiera) | P     | Giorgio Marcionelli    |
| 2  | Svizzera (bandiera) | D     | Daniel Maffi           |
| 4  | Svizzera (bandiera) | C     | Luca Quadri            |
| 5  | Svizzera (bandiera) | D     | Alexander Djuric       |
| 6  | Svizzera (bandiera) | D     | Tito Tarchini          |
| 7  | Italia (bandiera)   | A     | Moreno Elia            |
| 8  | Svizzera (bandiera) | C     | David Forzano          |
| 10 | Svizzera (bandiera) | A     | Branko Bankovic        |
| 10 | Svizzera (bandiera) | C     | Carlo Polli            |
| 11 | Brasile (bandiera)  | A     | Nicolas Ceolin         |
| 11 | Svizzera (bandiera) | A     | Mate Bilinovac         |
| 13 | Italia (bandiera)   | C     | Roberto Decristophoris |
| 14 | Svizzera (bandiera) | D     | Josè Fonseca Grilo     |
| 15 | Svizzera (bandiera) | D     | Emanuele Guidotti      |

| N. |                               | Ruolo | Calciatore         |
| -- | ----------------------------- | ----- | ------------------ |
| 16 | Senegal (bandiera)            | C     | Bruno Gennari      |
| 16 | Svizzera (bandiera)           | D     | Antonio Felitti    |
| 17 | Svizzera (bandiera)           | C     | Renato Sergi       |
| 18 | Italia (bandiera)             | C     | Gianpaolo Calzi    |
| 19 | Svizzera (bandiera)           | D     | Patrick Berera     |
| 20 | Serbia (bandiera)             | A     | Nikola Simunovacki |
| 21 | Svizzera (bandiera)           | C     | Alessio Bottani    |
| 22 | Svizzera (bandiera)           | A     | Stipe Simunac      |
| 23 | Argentina (bandiera)          | A     | Gastón Magnetti    |
| 25 | Italia (bandiera)             | P     | Danilo Sperduti    |
| 25 | Italia (bandiera)             | P     | Andrea Cappelletti |
| 26 | Svizzera (bandiera)           | C     | Isacco Tuz         |
| 27 | Svizzera (bandiera)           | C     | Simon Fieschi      |
| 28 | Svizzera (bandiera)           | C     | Vladan Milosevic   |
| 30 | Macedonia del Nord (bandiera) | A     | David Stojanov     |

## Calciomercato

### Sessione estiva
| Acquisti | Acquisti               | Acquisti        | Acquisti       |
| R.       | Nome                   | da              | Modalità       |
| -------- | ---------------------- | --------------- | -------------- |
| P        | Giorgio Marcionelli    | Castello        | acquisto       |
| A        | David Stojanov         | Locarno         | acquisto       |
| A        | Nikola Simunovacki     | Lugano U-21     | acquisto       |
| C        | Roberto Decristophoris | Bellinzona U-18 | proprio vivaio |
| D        | Josè Fonseca Grilo     | Bellinzona U-18 | proprio vivaio |

| Cessioni | Cessioni            | Cessioni           | Cessioni   |
| R.       | Nome                | a                  | Modalità   |
| -------- | ------------------- | ------------------ | ---------- |
| A        | Borce Manev         | Minusio            | definitivo |
| P        | Alessio Penta       | Gambarogno-Contone | definitivo |
| D        | Daniele Facchinetti | Gambarogno-Contone | definitivo |
| D        | Davide Ghilardi     | Gambarogno-Contone | definitivo |
| C        | Samuele Preisig     | Balerna            | definitivo |
| A        | Daniel Mele         | Taverne            | definitivo |
| P        | William Marinelli   | Arbedo             | definitivo |

### Sessione invernale
| Acquisti | Acquisti        | Acquisti                  | Acquisti   |
| R.       | Nome            | da                        | Modalità   |
| -------- | --------------- | ------------------------- | ---------- |
| A        | Mate Bilinovac  | Locarno                   | acquisto   |
| C        | Gianpaolo Calzi | Varese                    | 'acquisto  |
| C        | Carlo Polli     | Stallion                  | acquisto   |
| D        | Antonio Felitti | Chiasso                   | acquisto   |
| C        | Danilo Sperduti | non conosciuta (bandiera) | svincolato |

| Cessioni | Cessioni           | Cessioni | Cessioni   |
| R.       | Nome               | a        | Modalità   |
| -------- | ------------------ | -------- | ---------- |
| D        | Bruno Gennari      | Locarno  | prestito   |
| A        | Branko Bankovic    | Taverne  | definitivo |
| P        | Andrea Cappelletti | Vedeggio | definitivo |
| A        | Nicola Ceolin      | Arbedo   | definitivo |
| A        | Stipe Simunac      | Arbedo   | definitivo |

## Le partite di campionato
| Data       | Luogo      | AC Bellinzona       | Risultato | Avversario          |
| ---------- | ---------- | ------------------- | --------- | ------------------- |
| 07/08/2016 | Bellinzona | Bellinzona          | 2-0       | Grasshoppers U21    |
| 20/08/2016 | Bellinzona | Bellinzona          | 2-2       | Mendrisio           |
| 27/08/2016 | Gossau     | Gossau              | 1-0       | Bellinzona          |
| 31/08/2016 | Locarno    | Locarno             | 1-1       | Bellinzona          |
| 10/09/2016 | San Gallo  | San Gallo U21       | 0-3       | Bellinzona          |
| 25/09/2016 | Bellinzona | Bellinzona          | 1-2       | Seefeld             |
| 28/09/2016 | Bellinzona | Bellinzona          | 3-0       | Eschen/Mauren       |
| 01/10/2016 | Zurigo     | Red Star Zurigo     | 1-0       | Bellinzona          |
| 05/10/2016 | Bellinzona | Bellinzona          | 1-0       | Wettswil-Bonstetten |
| 16/10/2016 | Bellinzona | Bellinzona          | 2-1       | Winterthur U21      |
| 22/10/2016 | Balzers    | Balzers             | 1-1       | Bellinzona          |
| 30/10/2016 | Bellinzona | Bellinzona          | 5-0       | Seuzach             |
| 05/11/2016 | Thalwil    | Thalwil             | 3-4       | Bellinzona          |
| 19/11/2016 | Zurigo     | Grasshoppers U21    | 6-3       | Bellinzona          |
| 05/03/2017 | Bellinzona | Bellinzona          | 6-0       | Locarno             |
| 11/03/2017 | TMendrisio | Mendrisio           | 1-0       | Bellinzona          |
| 22/03/2017 | Gossau     | Gossau              | 3-3       | Bellinzona          |
| 01/04/2017 | Bellinzona | Bellinzona          | 3-2       | San Gallo U21       |
| 08/04/2017 | Wettswil   | Wettswil-Bonstetten | 2-2       | Bellinzona          |
| 13/04/2017 | Eschen     | Eschen/Mauren       | 1-2       | Bellinzona          |
| 22/04/2017 | Seefeld    | Seefeld             | 1-4       | Bellinzona          |
| 29/04/2017 | Bellinzona | Bellinzona          | 3-3       | Red Star Zurigo     |
| 06/05/2017 | Winterthur | Winterthur U21      | 3-1       | Bellinzona          |
| 14/05/2017 | Bellinzona | Bellinzona          | 2-1       | Balzers             |
| 20/05/2017 | Bellinzona | Seuzach             | 0-2       | Bellinzona          |
| 27/05/2017 | Thalwil    | Thalwil             | 4-2       | Bellinzona          |

## Le partite di Coppa Svizzera
| Data       | Luogo      | AC Bellinzona | Risultato | Avversario |
| ---------- | ---------- | ------------- | --------- | ---------- |
| 13/08/2016 | Conthey    | Conthey       | 1-4       | Bellinzona |
| 18/09/2016 | Bellinzona | Bellinzona    | 0-2       | Zurigo     |

Qualificazioni Coppa Svizzera 2017-2018:
| Data       | Luogo      | AC Bellinzona | Risultato | Avversario |
| ---------- | ---------- | ------------- | --------- | ---------- |
| 09/10/2016 | Bellinzona | Bellinzona    | 2-0       | Mendrisio  |
| 18/03/2017 | Baden      | Baden         | 2-1       | Bellinzona |

## Le partite dello Spareggio
| Data       | Luogo      | AC Bellinzona  | Risultato | Avversario     |
| ---------- | ---------- | -------------- | --------- | -------------- |
| 31/05/2017 | Bellinzona | Bellinzona     | 5-4       | Stade Lausanne |
| 03/06/2017 | Losanna    | Stade Lausanne | 3-0       | Bellinzona     |

## Statistiche

### Statistiche di squadra
| Competizione                  | Punti | In casa | In casa | In casa | In casa | In casa | In casa | In trasferta | In trasferta | In trasferta | In trasferta | In trasferta | In trasferta | Totale | Totale | Totale | Totale | Totale | Totale | DR  |
| Competizione                  | Punti | G       | V       | N       | P       | Gf      | Gs      | G            | V            | N            | P            | Gf           | Gs           | G      | V      | N      | P      | Gf     | Gs     | DR  |
| ----------------------------- | ----- | ------- | ------- | ------- | ------- | ------- | ------- | ------------ | ------------ | ------------ | ------------ | ------------ | ------------ | ------ | ------ | ------ | ------ | ------ | ------ | --- |
| Prima Lega Classic            | 48    | 13      | 9       | 3       | 1       | 40      | 16      | 13           | 5            | 3            | 5            | 23           | 21           | 26     | 14     | 6      | 6      | 63     | 37     | +26 |
| Spareggi Prima Lega Classic   | -     | 1       | 1       | 0       | 0       | 5       | 4       | 1            | 0            | 0            | 1            | 0            | 3            | 2      | 1      | 0      | 1      | 5      | 7      | -2  |
| Qualificazioni Coppa Svizzera | -     | 1       | 1       | 0       | 0       | 2       | 0       | 1            | 0            | 0            | 1            | 1            | 2            | 2      | 1      | 0      | 1      | 3      | 2      | +1  |
| Coppa Svizzera                | -     | 1       | 0       | 0       | 1       | 0       | 2       | 1            | 1            | 0            | 0            | 4            | 1            | 2      | 1      | 0      | 1      | 4      | 3      | +1  |
| Totale                        | 48    | 16      | 11      | 3       | 2       | 47      | 22      | 16           | 6            | 3            | 7            | 28           | 27           | 32     | 17     | 6      | 9      | 75     | 49     | +26 |